# Touring Berlinetta Lusso
La Touring Berlinetta Lusso (lusso, luxe en italien) est un concept car coupé du carrossier designer italien Carrozzeria Touring. Réalisée sur base de Ferrari F12 Berlinetta de 2012, présentée au salon international de l'automobile de Genève 2015, fabriquée à 5 exemplaires, elle rend hommage à la Ferrari 166 MM Touring de 1948, première voiture GT de série de Ferrari, carrossée par Touring Superleggera.

## Historique
Ce prestigieux designer italien en carrosserie, fondé en 1926, connait ses heures de gloire à la fin des années 1930 et durant les années 1950 et années 1960, grâce entre autres à ses carrosseries Superleggera (super légère), réalisées en feuilles d'aluminium formées et brossées artisanalement, qui permettent des surcroîts de performance et des variantes de design par rapport aux modèles d'origines. Il réalise des petites séries de carrosseries de prestige, entre autres pour Alfa Romeo, Lancia, Maserati, Aston Martin, Lamborghini, et Ferrari, en réalisant les carrosseries de la première Ferrari routière fabriquée en série, la Ferrari 166 MM Touring (Mille Miglia) de 1948, du designer Carlo Anderloni (également désigner des premiers prototypes d'Enzo Ferrari Auto Avio Costruzioni 815 de 1940, Ferrari 125 S barchetta de 1947, puis Ferrari 195 de 1951 ...).

Ferrari F12 Berlinetta 2012
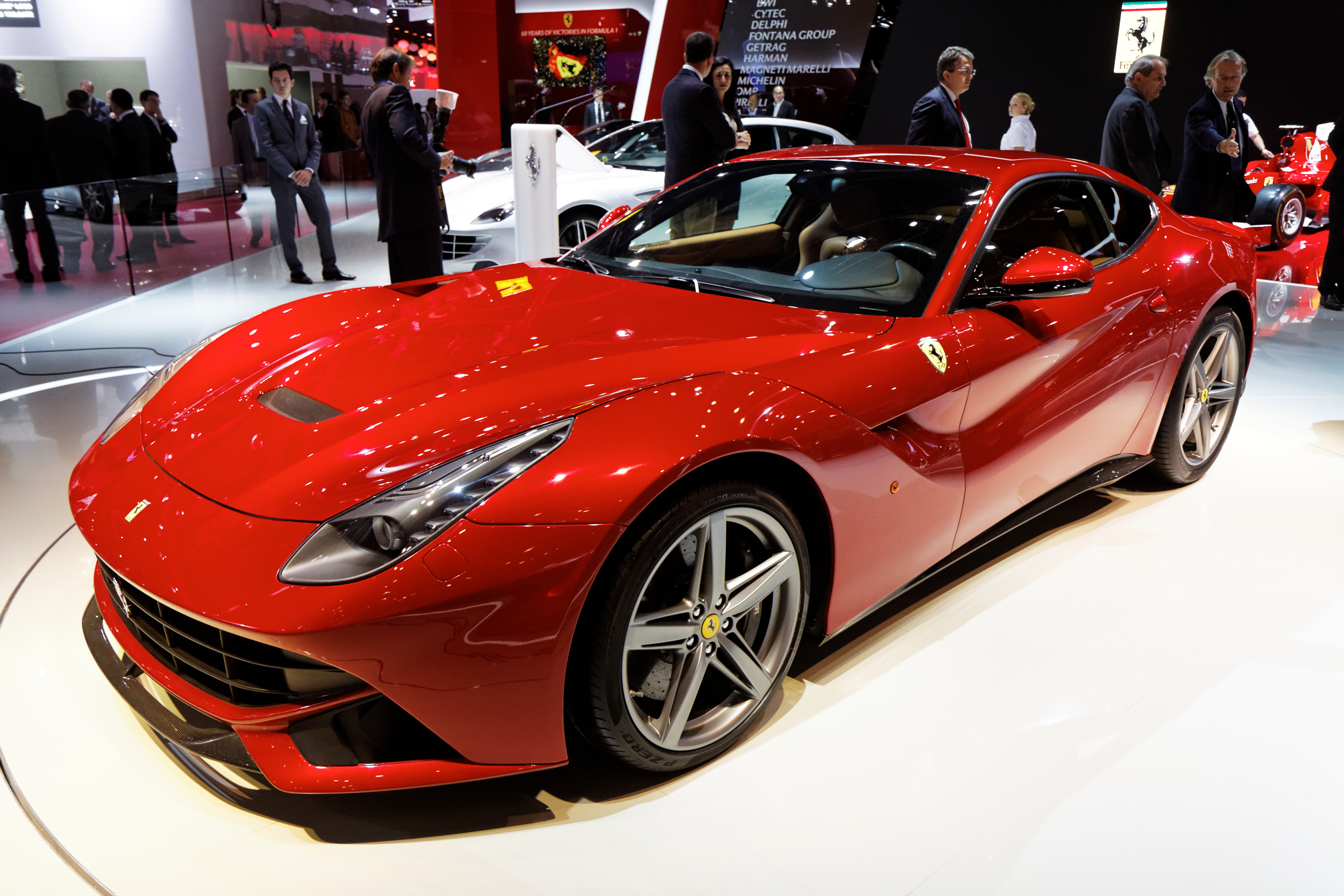
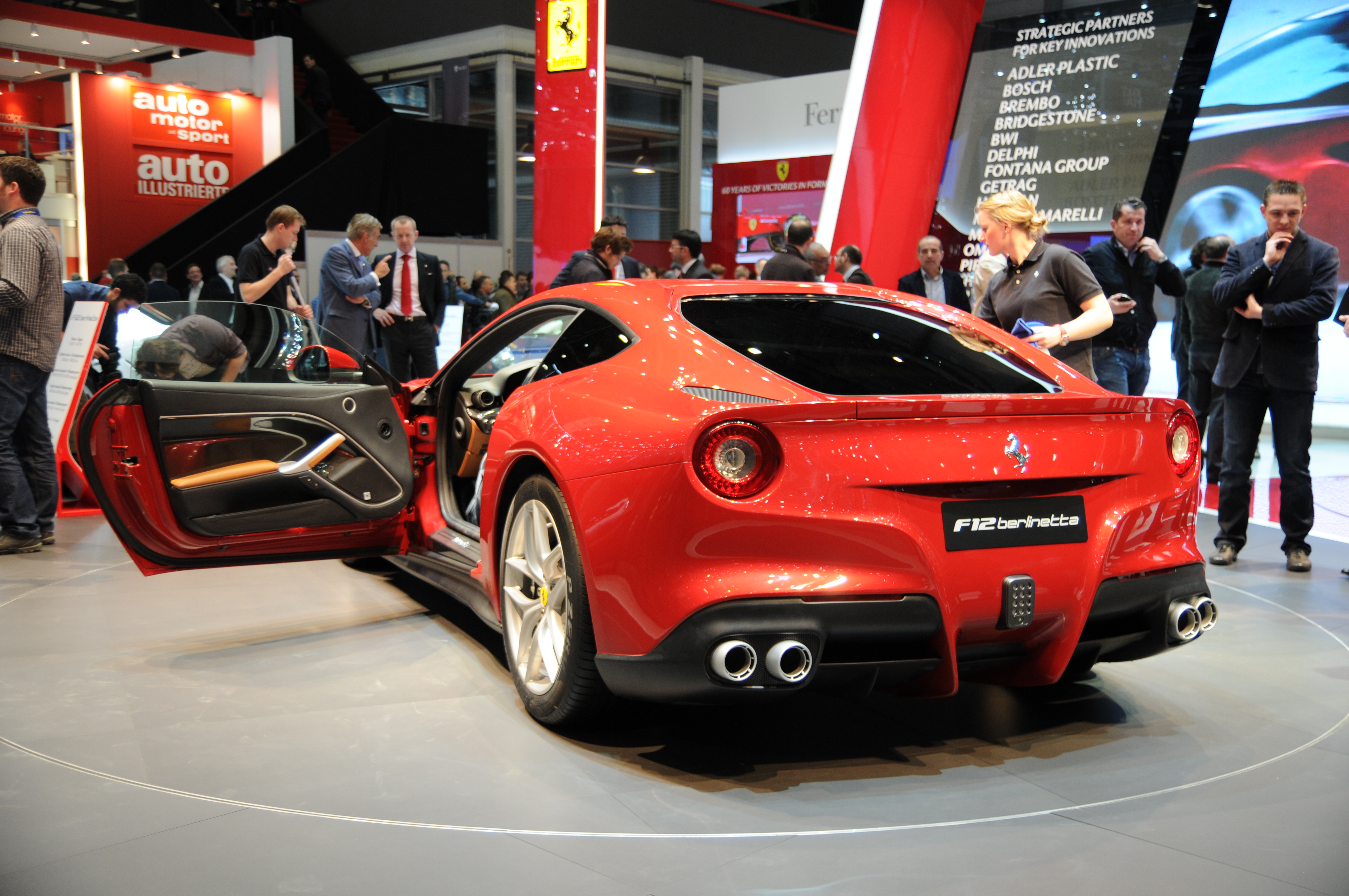

En 2015, le chef designer Louis de Fabribeckers, présente au salon international de l'automobile de Genève, une luxueuse version d'intérieur et extérieur Touring  Superleggera revisitée , de la Ferrari F12berlinetta de 2012, du designer Flavio Manzoni, avec :

Touring Berlinetta Lusso, concours d'élégance Villa d'Este 2015
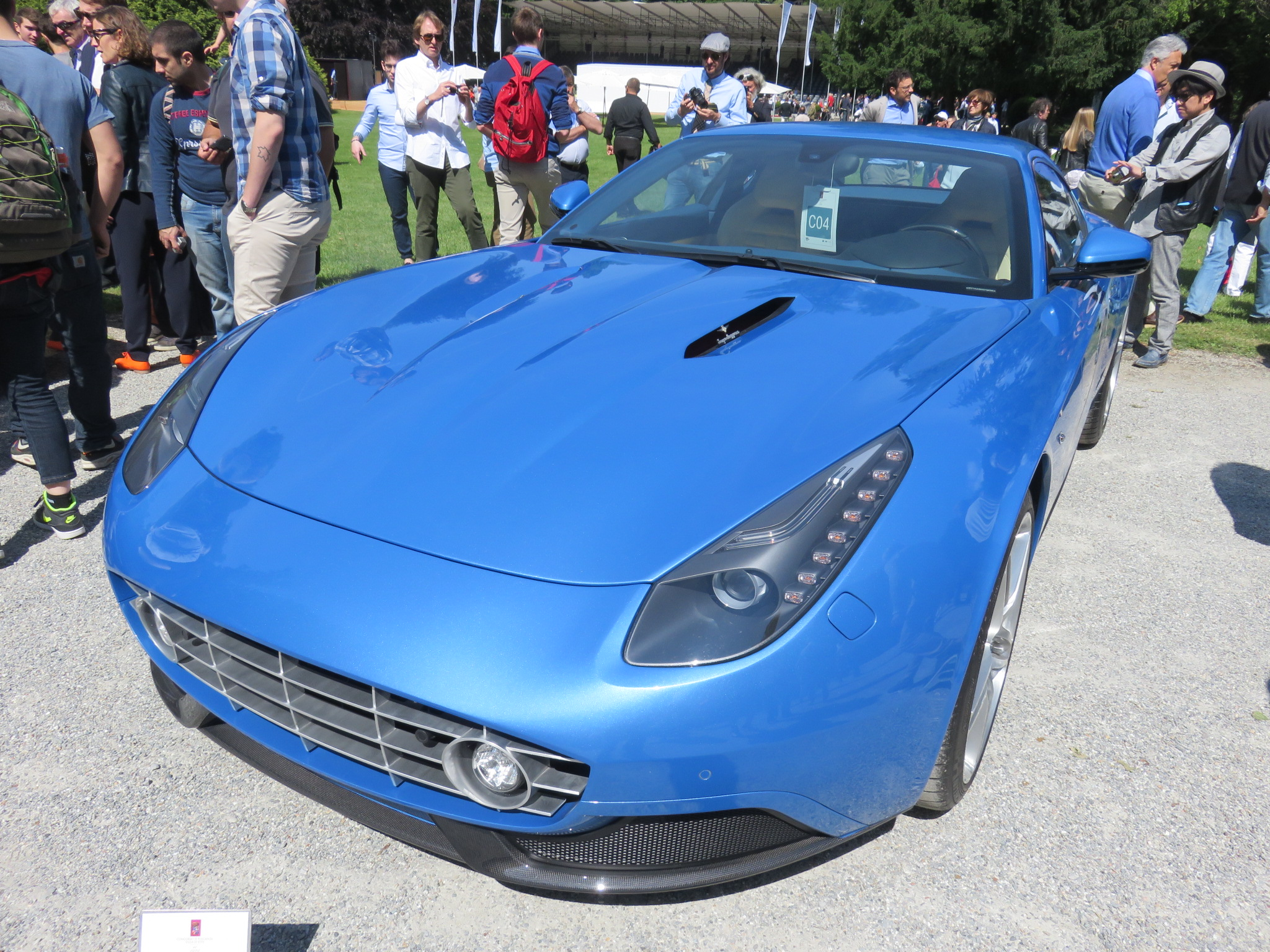
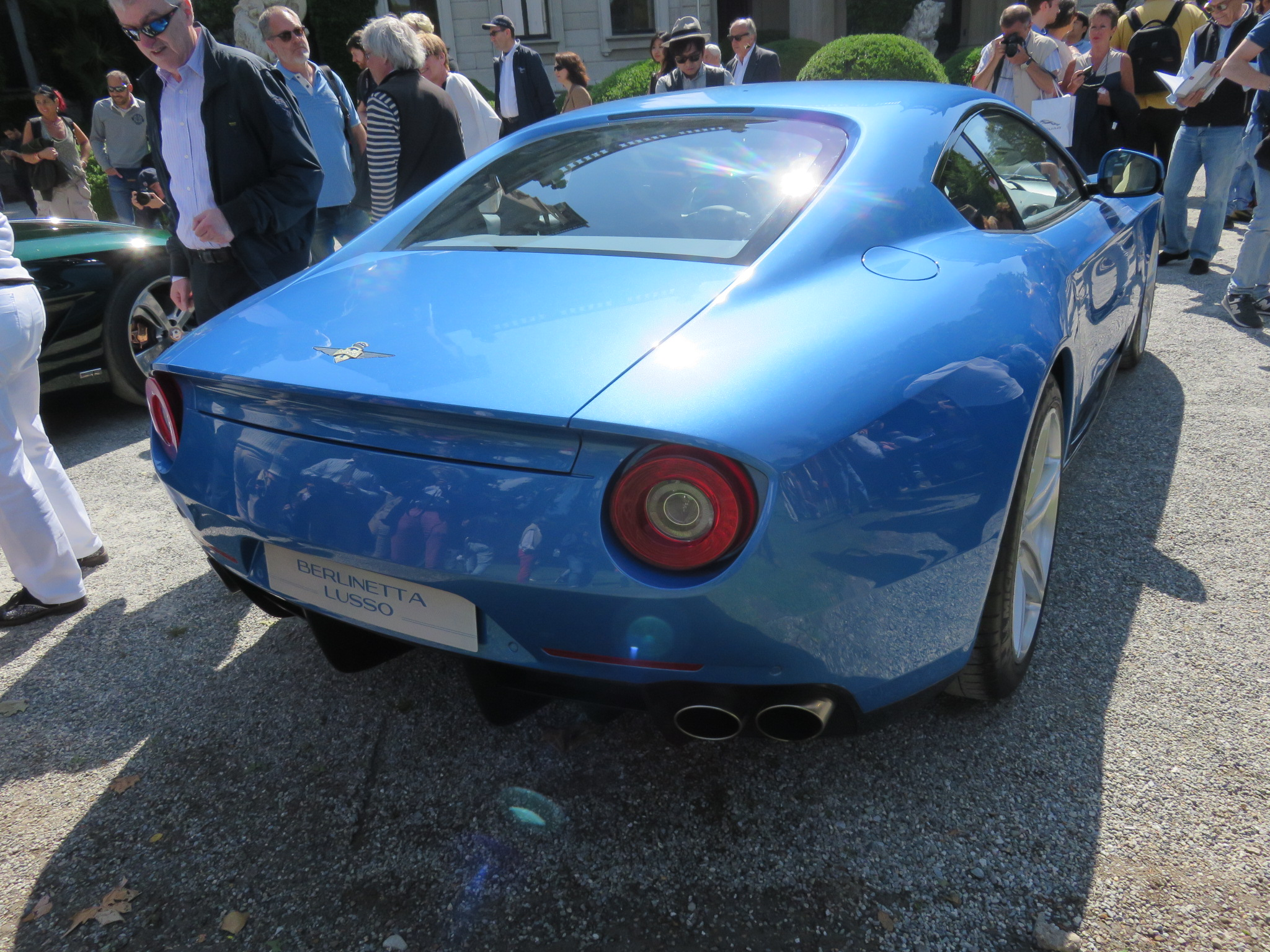

- chassie et moteur V12 de 740 ch 6.2 L de Ferrari F12berlinetta
- carrosserie Superleggera inspirée des Ferrari 612 Scaglietti de 2004, et des Ferrari 250 GT Lusso de 1963 pour l'arrière, réalisée à base de divers alliages légers, dont fibre de carbone et plusieurs sortes d'aluminium, battus à la main, moyennant une estimation de 5000 heures de travail hautement qualifié par voiture
- couleur bleue baptisée Azzurro Niourlague, évoquant « la Mer Méditerranée par une journée de soleil légèrement ventée »
- estampillée « Touring Superleggera », sans cheval cabré de Ferrari
- fabriquée à 5 exemplaires, estimée à 500 000 € l'unité